# Zoran Aleksić Aleksa
Zoran Aleksić Aleksa (Zaječar, 15. jun 1950) srpski je diplomirani pravnik i autor knjige Zaječarska rapsodija - Istorija Zaječara kroz urbanu muziku 1940—2010.

## Biografija
Zoran je rođen u Zaječaru, sredinom veka, godine, meseca, nedelje, dana i sata, odnosno 15. juna 1950. godine u četvrtak u pola dvanaest. Završio je Osnovnu školu Đura Jakšić i Gimnaziju u Zaječaru i Pravni fakultet u Beogradu. Radio je kao pripravnik u Okružnom sudu u Zaječaru. Od 1978. godine radi u Specijalnoj bolnici za rehabilitaciju Gamzigrad u Gamzigradskoj Banji nadomak Zaječara. Oženjen je i ima dva sina.
Kao tinejdžer, šezdesetih godina dvadesetog veka, sa školskim drugovima osnovao je VIS Apoloni, zatim VIS Deca cveća, a 1975. godine nastupao je na Gitarijadi u grupi Privremena konstrukcija. Vodio je disko-klub Šašavi mrav 1972. godine i učestvovao u osnivanju Kluba ljubitelja modernih igara "Maj" u Zaječaru.

## Knjiga
Zoran je 2006. godine počeo da prikuplja materijal za knjigu o muzici u Zaječaru. Godine 2013. objavio je svoju prvu, za sada i jedinu, knjigu Zaječarska rapsodija - Istorija Zaječara kroz urbanu muziku 1940—2010. To je knjiga koja predstavlja vrtlog dokumentarizma, novinarstva, istorije i rokenrol zanosa i fantazije. Knjiga je prvi put predstavljena javnosti 1. avgusta 2013. godine na Romulijani u okviru 47. Gitarijade, kada je uvodnu reč dao Branimir-Bane Lokner, muzički novinar i rok kritičar. Svečana promocija Zaječarske rapsodije organizovana je u sali Muzičke škole Stevan Mokranjac u Zaječaru 3. oktobra 2013. godine. Na promociji su govorili Zoran Aleksić, Petar Janjatović, muzički novinar, rok kritičar i recenzent knjige i Aleksandar Raković, doktor istorijskih nauka. Tokom promocije nastupio je zaječarski rok bend Madicine izvodeći numere poznatih svetskih izvođača, koje su pripadale različitim dekadama, počevši od '40-ih godina dvadesetog veka do dvehiljaditih, na isti način na koji je i sama knjiga napisana i podeljena na dekade.
Željko Milović, novinar i muzički kritičar, je objavio u crnogorskom nedeljnom časopisu Monitor članak o Zoranu i Zaječarskoj rapsodiji.
Povodom obeležavanja Nacionalnog dana knjige u Srbiji 28. februara 2014. godine, Matična biblioteka Svetozar Marković u Zaječaru dodelila je Zoranu priznanje, Povelju Zaječarska knjiga godine. On je ujedno i prvi dobitnik ove nagrade ustanovljene 2014. godine.

## Spoljašnje veze
- https://www.youtube.com/watch?v=xCh_uEIB_V4
- https://www.youtube.com/watch?v=WeO4GEHKciw&feature=youtu.be
- https://www.youtube.com/watch?v=Ld26q18AyJs
- https://www.facebook.com/zajecarska.rapsodija
- https://web.archive.org/web/20131020182849/http://rakovic.rs/index.php?lang=sr
- Spomenar o „Gitarijadi“ („Politika“, 2. avgust 2015)